# The Fisherman; Or, Men Must Work and Women Must Weep
The Fisherman; Or, Men Must Work and Women Must Weep è un cortometraggio muto del 1909 diretto da Van Dyke Brooke.

## Trama
Trama di Moving Picture World synopsis in (EN)  su IMDb

## Produzione
Il film fu prodotto dalla Vitagraph Company of America.

## Distribuzione
Distribuito dalla Vitagraph Company of America, il film - un cortometraggio di 131 metri - uscì nelle sale cinematografiche statunitensi il 7 settembre 1909.
Nelle proiezioni, veniva programmato con il sistema dello split reel, accorpato in un'unica bobina con un altro cortometraggio prodotto dalla Vitagraph, He Tried on Hand Cuffs.